# Scolitantides cashmirensis
Scolitantides cashmirensis är en fjärilsart som beskrevs av Moore 1874. Scolitantides cashmirensis ingår i släktet Scolitantides och familjen juvelvingar. Inga underarter finns listade.